# Nehemiah Persoff
Nehemiah Persoff (n. 2 august 1919, Ierusalim, Administrația Teritoriului Inamic Ocupat⁠(d) – d. 5 aprilie 2022, San Luis Obispo, California, SUA) a fost un actor israelian și american de film.

## Filmografie
- 1954 Pe chei (On the Waterfront), regia Elia Kazan - Cab Driver (nemenționat)
- 1956 Calea cea grea (The Harder They Fall), regia Mark Robson - Leo
- The Wild Party (1956) - Kicks Johnson
- The Wrong Man (1956) - Gene Conforti
- Men in War (1957) - Sgt. Lewis
- Mayerling (1957, serial TV) - Strup
- Street of Sinners (1957) - Leon
- This Angry Age (1957) - Albert
- The Badlanders (1958) - Vincente - The Powder Monkey
- Never Steal Anything Small (1959) - Pinelli
- 1959 Unora le place jazul (Some Like It Hot), regia Billy Wilder - Little Bonaparte
- Green Mansions (1959) - Don Panta
- Al Capone (1959) - Johnny Torrio
- The Untouchables (1959-1963, serial TV) - Jake Guzik / Merritt Griffin / Berco Romanu / Dominic Venussi / Carlos Ruldan / Max Evar / Barney Peters
- Day of the Outlaw (1959) - Dan - Starret's Foreman
- The Twilight Zone (1959, serial TV) - Carl Lanser
- Thriller (1961, serial TV) - Lt. Jim Wagner
- The Comancheros (1961) - Graile
- The Hook (1963) - Capt. Van Ryn
- Rawhide (1963-1964, serial TV) - Michob / Domingo
- The Tenderfoot (1964, serial TV, for Walt Disney's Wonderful World of Color)
- Fate Is the Hunter (1964) - Ben Sawyer
- The Greatest Story Ever Told (1965) - Shemiah
- Mr. Novak (1965, serial TV) - Henry Selkirk
- Seaway (1965, serial TV) - Montagna
- Gilligan's Island (1965, serial TV) - Pancho Hernando Gonzalez Enriques Rodriguez
- The Wild Wild West (1965-1968, serial TV) - Major Hazard / Adam Barclay / Gen. Andreas Cassinello
- Gunsmoke (1965-1975, serial TV) - Alejo Etchahoun / Ben Rando / Tim Driscoll / Alex Skouras / Mr. Dano / Jack Pinto
- Voyage to the Bottom of the Sea (1966, serial TV) - Dobbs
- The Time Tunnel (1966, serial TV) - Prof. Anton Biraki
- Too Many Thieves (1967) - Georgi
- The Money Jungle (1967) - Lt. Dow Reeves
- Hawaii Five-O (1968-1979, serial TV) - Allie Francis / Victor Palua / Cordell / Leo Paoli / Winkler / Harry Cardonus
- Panic in the City (1968) - August Best
- The Name of the Game (1968, serial TV) - Ambassador
- 1968 Când se arată cucuveaua (Il giorno della civetta), regia Damiano Damiani
- The Power (1968) - Prof. Carl Melnicker
- Land of the Giants (1969, serial TV) - Titus
- The Bill Cosby Show (1969, serial TV) - Mr. Byron
- The Girl Who Knew Too Much (1969) - Lieutenant Miles Crawford
- The Mod Squad (1969-1972, serial TV) - Nick Master / Sgt. Harry MacGeorge / Janos Kovacs
- Marcus Welby, M.D. (1969-1975, serial TV) - Max Behrman/Nick Kolinski/Nat Bader
- Mrs. Pollifax-Spy (1970) - Berisha
- The People Next Door (1970) - Dr. Salazar
- The High Chaparral (1970, serial TV) - Homero José
- Red Sky at Morning (1971) - Amadeo Montoya
- Lapin 360 (1972)
- Adam-12 (1972, serial TV) - Angelo Covelli
- Mannix (1972, serial TV) - Anton Wojeska
- McCloud (1973-1977, serial TV) - Tereshkov / Perry Cicero
- The Stranger Within (1974, TV Movie) - Dr. Edward Klein
- The Missiles of October (1974, TV Movie) - Foreign Minister Andrei Gromyko
- McMillan & Wife (1974, serial TV) - Clementa Habib
- Psychic Killer (1975) - Dr. Gubner
- Columbo (1976, serial TV) - Jesse Jerome
- Voyage of the Damned (1976) - Mr. Hauser
- The Six Million Dollar Man (1977, serial TV) - Major Popov
- Hunter (1977, serial TV) - Sheik Farakbi
- Deadly Harvest (1977) - Mort Logan
- Quincy, M.E. (1977, serial TV) - Matt Dorsey
- Barney Miller (1978-1981, serial TV) - Yacov Berger / Carl Simms
- Charlie's Angels (1977, serial TV) - Anton Metzger
- Logan's Run (1978, serial TV) - Asa
- Little House on the Prairie (1978, serial TV) - Mr. Olaf Lundstrom
- The Word (1978, TV Mini-Series) - Abbot Petropolous
- The Rebels (1979, TV Movie) - Baron Von Steuben
- The French Atlantic Affair (1979, TV Mini-Series) - Col. Schreiner
- Battlestar Galactica (1979, serial TV) - Eastern Alliance Leader
- Condominium (1980, TV Movie) - Conlaw
- St. Helens (1981) - Mr. Ellison
- O'Hara's Wife (1982) - Doctor Fischer
- Sadat (1983, serial TV) - Leonid Brezhnev
- Yentl (1983) - Reb Mendel 'Papa'
- Scarecrow and Mrs. King (1984, serial TV) - Brobich
- Magnum, P.I. (episodul "Torah, Torah, Torah") (1985, serial TV) - Rabbi Asher Solomon[6]
- Highway to Heaven (1986 serial TV)"Summit" - deputy premier  Andrey malinoff
- The Facts of Life (1986, serial TV) - Sam
- An American Tail (1986) - Papa Mousekewitz (voice)
- The Last Temptation of Christ (1988) - Rabbi
- Twins (1988) - Mitchell Traven
- MacGyver (1989, serial TV) - Sam Bolinski
- L.A. Law (1990, serial TV) - Rabbi Isadore Glickman
- Star Trek: The Next Generation (1990, serial TV) - Toff
- Murder, She Wrote (1990, serial TV) - Constantin Stavros
- An American Tail: Fievel Goes West (1991) - Papa Mousekewitz (voce)
- Doogie Howser, M.D. (1992, serial TV) - Max Wernick
- Reasonable Doubts (1993, serial TV) - Klaus Reichel
- Law & Order (1993, serial TV) - David Steinmetz
- Chicago Hope (1995, serial TV) - Rabbi Ben Taubler
- Tracey Takes On... (1996, serial TV) - Grandfather
- An American Tail: The Treasure of Manhattan Island (1998) - Papa Mousekewitz (voce)
- An American Tail: The Mystery of the Night Monster (1999) - Papa Mousekewitz (voce)
- 4 Faces (1999) (ultimul rol de film)

## Legături externe
- Nehemiah Persoff la Internet Movie Database